# Панафидин, Михаил Тимофеевич
Михаи́л Тимофе́евич Панафи́дин (1827—1876) — русский архитектор, академик Императорской Академии художеств.

## Биография
Вольноприходящий ученик Императорской Академии художеств (1844–1854); занимался под руководством профессора Константина Тона. За проекты получил медали Академии художеств: малую серебряную (1848) за программу по строительному искусству «устройство сводов древнего строения Термов Агриппы, согласно реставрации Палладия», большую серебряную (1850) за «проект загородного дома для небогатого семейства»,  малую золотую (1852) за «проект инвалидного дома на 1000 человек», большую золотую медаль (1854) за «проект Публичной библиотеки для столицы». Получил от Академии художеств звание классного художника с правом на чин XIV класса (1854).
Пенсионер Академии художеств за границей (1855–1861). Был отправлен с Высочайшего разрешения (12 мая 1855) по ходатайству Академии казённым пансионером в Италию на 6 лет. Панафидин в течение 1858—1861 часто доносил о своих занятиях за границей: из Рима, Помпеи, Афин, Флоренции и проч. По возвращении в Петербург был признан (1863) академиком за представленные работы. Помощник Р. И. Кузьмина и Э. И. Жибера. Служил архитектором Придворной Конторы.
Сестра — Ольга Тимофеевна Панафидина (1837— 13.07.1917).